# Mosteiro de São Miguel da Escalada
O Mosteiro de San Miguel de Escalada, c. 913, é um mosteiro espanhol que se localiza no Caminho de Santiago, relativamente perto da cidade de Leão, na província de mesmo nome, e do qual hoje apenas resta uma igreja, característica da arquitetura moçárabe.
A igreja tem três naves separadas por colunas e grandes arcos de ferradura que se inserem em alfizes com sua abside e um cruzeiro, que não se vê do exterior, e onde se situaria o coro, separado da nave principal por três arcos também de ferradura.